# Teoría cuántica antigua

Curvas de intensidad espectral (a la izquierda) en comparación con la fórmula clásica de Rayleigh-Jeans (derecha). Debido a que la temperatura de máxima intensidad espectral de la radiación de un cuerpo negro se desplaza hacia longitudes de onda más largas, su altura disminuye.

La teoría cuántica antigua es una recopilación entre los años 1900-1925 de los resultados anteriores a la mecánica cuántica moderna. La teoría nunca fue completa o autoconsistente, pero fue un conjunto de procedimientos heurísticos que ahora se entienden como las primeras correcciones cuánticas a la mecánica clásica. El modelo de Bohr fue el centro del estudio, y Arnold Sommerfeld hizo una contribución crucial mediante la cuantificación de la componente z del momento angular, que en la antigüedad cuántica fue llamado «espacio de cuantificación» (Richtungsquantelung). Esto permitió que los orbitales de los electrones pasaran a ser elipses en lugar de círculos, e introdujo el concepto de la degeneración cuántica. La teoría tuvo una correcta explicación del efecto Zeeman, a excepción de la cuestión de espín electrónico.
La principal herramienta era la cuantización de Bohr-Sommerfeld, un procedimiento para seleccionar a cierto conjunto discreto de estados de un movimiento clásico integrable como estados permitidos. Estos son como los orbitales permitidos del modelo atómico de Bohr; el sistema solo puede estar en uno de estos estados, y no en ningún estado en el medio.

## Principios básicos
La idea básica de la teoría cuántica antigua es que el movimiento en un sistema atómico está cuantizado, o discreto. El sistema obedece a la mecánica clásica, excepto que no está permitido cada movimiento, solo aquellos que sí obedecen a la condición cuántica antigua:
{\displaystyle \oint \limits _{H(p,q)=E}p_{i}\,dq_{i}=n_{i}h}
donde el {\displaystyle p_{i}}son los momentos del sistema y {\displaystyle q_{i}} son las coordenadas correspondientes. Los números cuánticos {\displaystyle n_{i}} son enteros y la integral toma más de un período del movimiento en energía constante (como se describe en la mecánica hamiltoniana). La integral es un área en el espacio de fase, que es una cantidad llamada «acción» y se cuantifica en unidades de la constante de Planck. Por esta razón, frecuentemente la constante de Planck era llamada el cuanto de acción.
Para que el estado cuántico antiguo tenga sentido, el movimiento clásico debe ser separable, lo que significa que hay coordenadas {\displaystyle q_{i}} separadas en términos de que el movimiento es periódico. Los períodos de los diferentes movimientos no tienen que ser los mismos, pueden incluso ser inconmensurables, pero debe haber un conjunto de coordenadas donde el movimiento se descompone de una manera multiperiódica.
La motivación para el estado cuántico antiguo fue el principio de correspondencia, que estaba complementado con la observación física de que las cantidades están cuantificadas para ser invariantes adiabáticas. Teniendo en cuenta la regla de cuantización de Planck para el oscilador armónico, cualquier condición determina la cantidad clásica correcta para cuantificar en un sistema general hasta una constante aditiva.

## Ejemplos

### Oscilador armónico
El sistema más simple en la teoría cuántica antigua es el oscilador armónico, cuyo hamiltoniano es:
{\displaystyle H={p^{2} \over 2m}+{m\omega ^{2}q^{2} \over 2}.}
Los conjuntos de nivel H son los orbitales, y la condición cuántica es que el área encerrada por un orbital en el espacio de fases es un entero. De ello se deduce que la energía se cuantifica de acuerdo con la regla de Planck:
{\displaystyle E=n\hbar \omega ,\,}
un resultado que se conoció antes, y se utilizó para formular la condición cuántica antigua. Este resultado difiere en {\displaystyle {\frac {1}{2}}\hbar \omega } de los resultados encontrados con la ayuda de la mecánica cuántica.
Esta constante se desprecia en la derivación de la teoría cuántica antigua, y su valor no se puede determinar utilizando la misma.
Las propiedades térmicas de un oscilador cuantizado se pueden encontrar calculando un promedio de energía en cada uno de los estados discretos suponiendo que están ocupados con un peso Boltzmann:
{\displaystyle U={\sum _{n}\hbar \omega ne^{-\beta n\hbar \omega } \over \sum _{n}e^{-\beta n\hbar \omega }}={\hbar \omega e^{-\beta \hbar \omega } \over 1-e^{-\beta \hbar \omega }}}
donde {\displaystyle \scriptstyle \beta ={\frac {1}{kT}}}, kT es la constante de Boltzmann por temperatura absoluta, que es la temperatura medida en unidades más naturales de energía. El cantidad β es más fundamental en termodinámica que la temperatura, porque es el potencial termodinámico está asociado a la energía.
De esta expresión, es fácil ver que para grandes valores de β —para temperaturas muy bajas— el medio de energía U en el oscilador armónico se aproxima a cero muy rápidamente, de manera exponencialmente rápida. La razón es que kT es la energía típica de movimiento aleatorio a la temperatura T, y cuando esto es más pequeño que {\displaystyle \scriptstyle \hbar \omega }, no hay energía suficiente incluso para dar al oscilador un cuanto de energía. Así que el oscilador permanece en su estado fundamental: almacenando casi nada de energía en absoluto.
Esto significa que a temperaturas muy bajas, el cambio en la energía con respecto a β, o equivalentemente a cambio de energía con respecto a la temperatura, también es exponencialmente pequeño. El cambio en la energía con respecto a la temperatura es el calor específico, por lo que el calor específico es exponencialmente pequeño a bajas temperaturas, yendo a cero como
{\displaystyle \exp(-\hbar \omega /kT)}
En pequeños valores de β —a altas temperaturas—, la energía promedio U es igual a {\displaystyle 1/\beta =kT}. Esto reproduce el teorema de equipartición de la termodinámica clásica: cada oscilador armónico a temperatura T tiene energía kT en promedio. Esto significa que el calor específico de un oscilador es constante en la mecánica clásica e igual a k. Para una colección de átomos conectados por medio de resortes —un modelo razonable de un sólido—, el calor específico total es igual al número total de osciladores k veces. En general hay tres osciladores para cada átomo, correspondientes a las tres posibles direcciones de oscilaciones independientes en tres dimensiones. Así que el calor específico de un sólido clásico es siempre 3k por átomo, o en unidades químicas, 3R por mol de átomos.
Los sólidos monoatómicos a temperatura ambiental tienen aproximadamente el mismo calor específico de 3k por átomo, pero a bajas temperaturas no lo hacen. El calor específico es menor a temperaturas más bajas, y va a cero en el cero absoluto. Esto se aplica para todos los sistemas de materiales, y esta observación se llama la tercera ley de la termodinámica. La mecánica clásica no puede explicar la tercera ley, debido a que en la mecánica clásica el calor específico es independiente de la temperatura.
Esta contradicción entre la mecánica clásica y el calor específico de materiales fríos fue observada por James Clerk Maxwell en el siglo xix, y seguía siendo un profundo enigma para los que abogaban por una teoría atómica de la materia. Einstein resolvió este problema en 1906 al proponer que el movimiento atómico está cuantificado. Esta fue la primera aplicación de la teoría cuántica a sistemas mecánicos. Poco después, Peter Debye dio una teoría cuantitativa de los calores específicos sólidos en términos de osciladores cuantificados con varias frecuencias.

### Potencial unidireccional: U=0
Los problemas unidimensionales son fáciles de resolver. En cualquier energía E, el valor de movimiento p se encuentra a partir de la ecuación de conservación:
{\displaystyle {\sqrt {2m(E-V(q))}}=p}
que se integra sobre todos los valores de q entre los puntos de inflexión clásicos, los lugares en los que el impulso se desvanece. La integral es más fácil para una partícula en una caja de longitud L, donde la condición cuántica es:
{\displaystyle 2\int _{0}^{L}p\,dq=nh}
que da los momentos permitidos:
{\displaystyle p={nh \over 2L}}
y los niveles de energía:
{\displaystyle E_{n}={p^{2} \over 2m}={n^{2}h^{2} \over 8mL^{2}}}

### Potencial unidireccional: U=Fx
Otro caso sencillo de resolver con la teoría cuántica antigua es un potencial lineal sobre la semirrecta positiva, la fuerza constante de confinamiento F vincula una partícula a un muro impenetrable F. Este caso es mucho más difícil en el tratamiento de la mecánica cuántica completa, y a diferencia de los otros ejemplos, la respuesta semiclásica aquí no es exacta sino aproximada, cada vez más precisa en grandes números cuánticos.
{\displaystyle 2\int _{0}^{\frac {E}{F}}{\sqrt {2m(E-Fx)}}\ dx=nh}
de modo que la condición cuántica es
{\displaystyle {4 \over 3}{\sqrt {2m}}{E^{3/2} \over F}=nh}
y se determina la niveles de energía,
{\displaystyle E_{n}=\left({3nhF \over 4{\sqrt {2m}}}\right)^{2/3}}
En el caso específico F = mg, la partícula está confinada por el potencial gravitacional de la Tierra y el «muro» aquí es la superficie terrestre.

### Rotador
Otro sistema simple es la de los rotadores. Un rotador consiste en una masa M en el extremo de una barra rígida sin masa de longitud R y en dos dimensiones usando el lagrangiano:
{\displaystyle L={MR^{2} \over 2}{\dot {\theta }}^{2}}
que determina el momento angular J conjugado en θ (el ángulo polar): {\displaystyle \scriptstyle J=MR^{2}{\dot {\theta }}}. El condición cuántica antigua requería que J fuera multiplicado por el período de θ es un múltiplo entero de la constante de Planck:
{\displaystyle 2\pi J=nh\,}
donde el momento angular debe ser un múltiplo entero de {\displaystyle \scriptstyle \hbar }. En el modelo de Bohr, esta restricción impuesta a orbitales circulares fue suficiente para determinar los niveles de energía.
En tres dimensiones, un rotador rígido puede ser descrito por dos ángulos, θ y φ, donde θ es la inclinación con respecto a un eje z elegido arbitrariamente mientras que φ es el ángulo de los rotadores en la proyección al plano x-y. La energía cinética es de nuevo la única contribución al lagrangiano:
{\displaystyle L={MR^{2} \over 2}{\dot {\theta }}^{2}+{MR^{2} \over 2}(\sin(\theta ){\dot {\phi }})^{2}\,}
Y los momentos conjugados son {\displaystyle \scriptstyle p_{\theta }={\dot {\theta }}} y {\displaystyle \scriptstyle p_{\phi }=\sin(\theta )^{2}{\dot {\phi }}}. La ecuación de movimiento para φ es trivial: pφ es una constante:
{\displaystyle p_{\phi }=l_{\phi }\,}
que constituye el componente z del momento angular. La condición cuántica exige que la integral de la constante, tanto de lφ como φ, varíe de 0 a 2π para ser un múltiplo entero de h:
{\displaystyle l_{\phi }=m\hbar \,}
Y m es designado el número cuántico magnético, porque el componente z del momento angular es el momento magnético del rotor a lo largo de la dirección z en el caso en el que se cargue la partícula al final del rotador.
Desde el rotador tridimensional está girando alrededor de un eje, el momento angular total debe estar restringido de la misma forma que el rotador de dos dimensiones. Las dos condiciones cuánticas restringen el momento angular total y el componente z del momento angular tiende a ser los enteros l, m. Esta condición se reproduce en la mecánica cuántica moderna, pero en la era de la teoría cuántica antigua condujo a una paradoja: ¿cómo se va a cuantificar la orientación del momento angular con respecto al eje z elegido arbitrariamente? Este parecía seleccionar una dirección en el espacio.
Este fenómeno, la cuantización del momento angular alrededor de un eje, se le dio el nombre de espacio de cuantificación, porque parecía incompatible con la invariancia rotacional. En la mecánica cuántica moderna, el momento angular se cuantifica la misma manera, pero los estados discretos de momento angular definidos en cualquier de orientación son superposiciones cuánticas de los estados en otras orientaciones, por lo que el proceso de cuantificación no escoge un eje preferido. Por esta razón, el nombre de «cuantificación espacial» cayó en desuso, y el mismo fenómeno se llama ahora la cuantización del momento angular.

### Átomo de hidrógeno
La parte angular del átomo de hidrógeno es solo el rotador, y arroja los números cuánticos l y m. Únicamente la variable restante es la coordenada radial, que ejecuta un movimiento potencial unidimensional periódico, que puede ser resuelto.
Para un valor fijo del momento angular total L, el hamiltoniano de un problema clásico Kepler (la unidad de masa y unidad de energía redefinidas para absorber dos constantes) es:
{\displaystyle H={p^{2} \over 2}+{l^{2} \over 2r^{2}}-{1 \over r}.}
Corrigiendo la energía si es una constante (negativa) y resolviendo para el impulso radial p, la condición integral cuántica es:
{\displaystyle 2\int {\sqrt {2E-{l^{2} \over r^{2}}+{2 \over r}}}\ dr=kh}
que es elemental, y proporciona un nuevo número cuántico k que determina la energía en combinación con l. La energía, entonces, es:
{\displaystyle E=-{1 \over 2(k+l)^{2}}}
y solo depende de la suma de k y l, que es el número cuántico principal n. Como k es positivo, los valores permitidos de l para cualquier n dado no son más grandes que n. Las energías reproducen las del modelo de Bohr, excepto con las correctas multiplicidades de la mecánica cuántica, con cierta ambigüedad en los valores extremos.
El átomo de hidrógeno semiclásico se llama el modelo de Sommerfeld, y sus orbitales son elipses de diversos tamaños en inclinaciones discretas. El modelo de Sommerfeld predijo que el momento magnético de un átomo medido a lo largo de un eje solo se enfrentará a valores discretos, un resultado que parece contradecir la invariancia rotacional pero que fue confirmado por el experimento de Stern-Gerlach. La teoría de Bohr-Sommerfeld es una parte del desarrollo de la mecánica cuántica y describe la posibilidad que niveles de energía atómica están divididos por un campo magnético.

### Orbital relativista
Arnold Sommerfeld derivó la solución relativista de niveles energéticos atómicos. Esta derivación con la ecuación relativista de la energía en el potencial eléctrico comienza así:
{\displaystyle W={m_{\mathrm {0} }c^{2}}\left({\frac {1}{\sqrt {1-{\frac {v^{2}}{c^{2}}}}}}-1\right)-k{\frac {Ze^{2}}{r}}}
Después de sustituir {\displaystyle u={\frac {1}{r}}}, se obtiene
{\displaystyle {\frac {1}{\sqrt {1-{\frac {v^{2}}{c^{2}}}}}}=1+{\frac {W}{m_{\mathrm {0} }c^{2}}}+k{\frac {Ze^{2}}{m_{\mathrm {0} }c^{2}}}u}
Por impulso {\displaystyle p_{\mathrm {r} }=m{\dot {r}}},  {\displaystyle p_{\mathrm {\varphi } }=mr^{2}{\dot {\varphi }}} y su relación {\displaystyle {\frac {p_{\mathrm {r} }}{p_{\mathrm {\varphi } }}}=-{\frac {du}{d\varphi }}} la ecuación de movimiento es
{\displaystyle {\frac {d^{2}u}{d\varphi ^{2}}}=-\left(1-k^{2}{\frac {Z^{2}e^{4}}{c^{2}p_{\mathrm {\varphi } }^{2}}}\right)u+{\frac {m_{\mathrm {0} }kZe^{2}}{p_{\mathrm {\varphi } }^{2}}}\left(1+{\frac {W}{m_{\mathrm {0} }c^{2}}}\right)=-\omega _{\mathrm {0} }^{2}u+K}
con la solución
{\displaystyle u={\frac {1}{r}}=K+A\cos \omega _{\mathrm {0} }\varphi }
El desplazamiento angular de periápside por revolución está dado por
{\displaystyle \varphi _{\mathrm {s} }=2\pi \left({\frac {1}{\omega _{\mathrm {0} }}}-1\right)\approx 4\pi ^{3}k^{2}{\frac {Z^{2}e^{4}}{c^{2}n_{\mathrm {\varphi } }^{2}h^{2}}}}
con las condiciones cuánticas
{\displaystyle \oint p_{\mathrm {\varphi } }\,d\varphi =2\pi p_{\mathrm {\varphi } }=n_{\mathrm {\varphi } }h}
y
{\displaystyle \oint p_{\mathrm {r} }\,dr=p_{\mathrm {\varphi } }\oint \left({\frac {1}{r}}{\frac {dr}{d\varphi }}\right)^{2}\,d\varphi =n_{\mathrm {r} }h}
para obtener energías
{\displaystyle {\frac {W}{m_{\mathrm {0} }c^{2}}}=\left(1+{\frac {\alpha ^{2}Z^{2}}{(n_{\mathrm {r} }+{\sqrt {n_{\mathrm {\varphi } }^{2}-\alpha ^{2}Z^{2}}})^{2}}}\right)^{-1/2}-1}
donde α es la constante de estructura fina. Esta solución (utilizando sustituciones para números cuánticos) es equivalente a la solución de la ecuación de Dirac. Sin embargo, estas soluciones no pueden predecir los cambios de Lamb.

## Ondas de Broglie

Efecto Compton: el cambio de la longitud de onda en la radiación incidente es debido al choque elástico del fotón con el electrón: el fotón se comporta como una partícula.

En 1905, Einstein señaló que la entropía de los osciladores cuantificados de campo electromagnético en una caja, de longitud de onda corta, es igual a la entropía de un gas de partículas puntuales en la misma caja. El número de partículas puntuales es igual al número de los cuantos. Einstein llegó a la conclusión de que los cuantos podrían tratarse como si fueran objetos localizables (véanse Páginas 139/140), partículas de luz, y los llamados fotones.
El argumento teórico de Einstein se basó en la termodinámica, al tomar en cuenta el número de estados, por lo que no era totalmente convincente. Sin embargo, concluyó que la luz poseía una dualidad onda-partícula, es decir, atributos tanto de onda como partícula, con mayor precisión que una onda estacionaria electromagnética con  energía cuantizada de frecuencia ω:
{\displaystyle E=n\hbar \omega \,}
debe considerarse como un conjunto de n fotones cada uno con un {\displaystyle \scriptstyle \hbar \omega } energía. Einstein no pudo describir cómo los fotones estaban relacionados con la onda.
Los fotones tienen impulso semejante a la energía, y el impulso tenía que ser {\displaystyle \scriptstyle \hbar k} donde k es el número de onda de la onda electromagnética. Esto es requerido por la relatividad, porque el impulso y la energía forman un cuadrivector, al igual que la frecuencia y el número de onda.
En 1924, como candidato a doctorado, Louis de Broglie propuso una nueva interpretación de la condición cuántica. Sugirió que toda la materia, los electrones, así como los fotones, eran descritos por ondas que obedecen relaciones.
{\displaystyle p=\hbar k}
o, expresado en términos de longitud de onda λ,
{\displaystyle p={h \over \lambda }}
Después señaló que la condición cuántica
{\displaystyle \int p\,dx=\hbar \int k\,dx=2\pi \hbar n}
cuenta el cambio de fase de la onda a medida que viaja a lo largo del orbital clásico, y requiere que sea un múltiplo entero de 2π. Expresado en longitudes de onda, el número de longitudes de onda a lo largo de un orbital clásico debe ser un entero. Esta es la condición para la interferencia constructiva, y explicó la razón de orbitales cuantificado —las ondas de materia hacen ondas estacionarias solo en frecuencias discretas, a energías discretas—.
Por ejemplo, para una partícula confinada en una caja, una onda estacionaria debe ajustarse a un número entero de longitudes de onda entre el doble de la distancia a mitad de las paredes. La condición se convierte en
{\displaystyle n\lambda =2L\,}
de manera que los momentos cuantificados son
{\displaystyle p={\frac {nh}{2L}}}
reproduciendo los antiguos niveles de energía cuántica.
Einstein desarrolló una forma más matemática, y observó que la función de fase de las ondas {\displaystyle \theta (J,x)}, en un sistema mecánico, debe ser identificado con la solución a la ecuación de Hamilton-Jacobi, una ecuación que incluso Hamilton consideró como el límite de la longitud de onda corta en la mecánica ondulatoria.
Estas ideas condujeron al desarrollo de la ecuación de Schrödinger.

## Matrices de transición de Kramers
La teoría cuántica antigua fue formulada solo para sistemas mecánicos especiales que podrían ser separados en acciones variables angulares que eran periódicas. No hizo frente a la emisión y absorción de la radiación. Sin embargo, Hendrik Anthony Kramers fue capaz de encontrar heurística para describir cómo se deben calcular las emisiones y la absorción.
Kramers sugirió que las órbitas de un sistema cuántico debían calcularse por análisis de Fourier al descomponer armónicamente los múltiplos de la frecuencia de la órbita:
{\displaystyle X_{n}(t)=\sum _{k=-\infty }^{\infty }e^{ik\omega t}X_{n;k}}
El índice n se describen los números cuánticos del orbital, que serían n-l-m en el modelo de Sommerfeld. La frecuencia ω es la frecuencia angular de la órbita {\displaystyle \scriptstyle 2\pi /T_{n}}, mientras que k es un índice para el modo de Fourier. Bohr había sugerido que el armónico k-ésimo de la moción clásica corresponde a la transición desde el nivel n para nivelar n-k.
Kramers propuso que la transición entre estados eran análogo a las emisiones clásicas de la radiación, lo que ocurre en frecuencias de múltiplos de las frecuencias orbitales. La tasa de emisión de radiación es proporcional a {\displaystyle |X_{k}|^{2}}, como lo sería en la mecánica clásica. La descripción fue aproximada, ya que los componentes de Fourier no tienen frecuencias que coincidan exactamente con las separaciones de energía entre los niveles.
Esta idea llevó al desarrollo de la mecánica matricial.

## Limitaciones de la teoría cuántica antigua
La teoría cuántica antigua tuvo algunas limitaciones:
- La teoría cuántica antigua no proporciona medios para calcular las intensidades de las líneas espectrales.
- No es capaz de explicar el efecto Zeeman anómalo (es decir, donde el espín del electrón no puede descuidarse).
- No puede cuantificar los sistemas caóticos, es decir, sistemas dinámicos en los que las trayectorias no son ni cerrados ni periódicos y cuya forma analítica no existe. Esto presenta un problema para sistemas tan simples como un átomo de dos electrones y es clásicamente caótico de forma análoga al famoso problema de los tres cuerpos gravitacionales.

Sin embargo, puede ser usado para describir átomos con más de un electrón (por ejemplo, el helio) y el efecto Zeeman. Se propuso más tarde que la teoría cuántica antigua es, de hecho, la aproximación semiclásica a la mecánica cuántica canónica pero sus limitaciones están todavía bajo investigación.

## Historia
La teoría cuántica antigua es el fruto del trabajo de Max Planck en la emisión y absorción de luz en 1900, y comenzó realmente después de la obra de Albert Einstein sobre los calores específicos de los sólidos. Einstein, seguido por Debye, aplicó los principios cuánticos al movimiento de átomos y explicó la anomalía del calor específico.
En 1913, Niels Bohr identificó el principio de correspondencia y lo utilizó para formular un modelo del átomo de hidrógeno, que explica el espectro de líneas. En los próximos años, Arnold Sommerfeld amplió la regla cuántica a sistemas integrables arbitrarias que hacen uso del principio de invariancia adiabática de los números cuánticos introducidos por Lorentz y Einstein. El modelo de Sommerfeld era mucho más cercano a la representación de la mecánica cuántica moderna que el de Bohr.
A lo largo de la década de 1910 y hasta bien entrada la década de 1920, muchos de los problemas fueron combatidos utilizando la teoría cuántica antigua con resultados mixtos. Los espectros de rotación y vibración moleculares se entendieron y el espín del electrón fue descubierto, lo que llevó a la confusión de números cuánticos semienteros. Planck introdujo la energía del punto cero y Sommerfeld cuantificó semiclásicamente el átomo de hidrógeno relativista. Kramers explicó el efecto Stark. Bose y Einstein dieron las estadísticas cuánticas correctas para fotones.
Kramers ideó un procedimiento para el cálculo de las probabilidades de transición entre estados cuánticos de componentes del movimiento en términos de Fourier, ideas que se ampliaron en colaboración con Werner Heisenberg a una descripción semiclásica de matriz de probabilidades de transición atómica. Heisenberg llegó a reformular toda la teoría cuántica en función de una versión de estas matrices de transición, y creó así la mecánica matricial.
En 1924, Louis de Broglie introdujo la teoría ondulatoria de la materia, que se amplió a una ecuación semiclásica de ondas de materia por Albert Einstein poco tiempo después. En 1926 Erwin Schrödinger encontró una ecuación de onda mecánica completamente cuántica, que reproduce todos los éxitos de la teoría cuántica antigua sin ambigüedades e inconsistencias. La mecánica ondulatoria de Schrödinger desarrolló por separado la mecánica de matrices hasta que Schrödinger y otros demostraron que los dos métodos predijeron las mismas consecuencias experimentales. Paul Dirac más tarde demostró en 1926 que ambos métodos se pueden obtener a partir de un método más general llamado teoría de la transformación.